# خشم تایتان‌ها
خشم تایتان‌ها (به انگلیسی: Wrath of the Titans) یک فیلم حماسی، اکشن و فانتزی آمریکایی محصول سال ۲۰۱۲ به کارگردانی جاناتان لیبسمن و نویسندگی این اثر دن مزیو و دیوید لسلی جانسون است که ادامه فیلم برخورد تایتان‌ها در سال ۲۰۱۰ محسوب می‌شود. در این فیلم ستارگانی همچون سم ورثینگتون، رزمند پایک، بیل نای، رالف فاینز، لیام نیسون و توبی کبل ایفای نقش کرده‌اند. داستان فیلم یک دهه بعد از نسخه پیشین رخ می‌دهد، هنگامی که خدایان کنترل تایتان‌های زندانی شده را از دست داده‌اند و یکبار دیگر از پرسئوس برای نجات پدرش زئوس، شکست دادن تایتان‌ها و نجات بشریت درخواست کمک می‌کنند این فیلم که در دو نسخه سه بعدی و دو بعدی در تاریخ ۳۰ مارس ۲۰۱۲ در سینماها اکران شد.

## داستان
ده سال پس از شکست دادن کراکن، هیولای هادس، پرسئوس، پسر زئوس و یک نیمه‌خدا، پس از مرگ همسرش ایو، همراه پسر خردسالش هلیوس زندگی آرامی به‌عنوان یک ماهیگیر دارد. زئوس نزد پرسئوس می‌آید و از او کمک می‌خواهد، چرا که انسان‌ها دیگر برای خدایان نیایش نمی‌کنند و این باعث شده خدایان قدرت خود را از دست بدهند و به موجوداتی فناپذیر تبدیل شوند؛ در نتیجه دیگر نمی‌توانند دیوارهای تارتاروس را که تایتان زندانی‌شده، کرونوس، را در بند نگه می‌دارند، حفظ کنند. اما پرسئوس که به امنیت خانواده‌اش اهمیت می‌دهد، درخواست پدرش را رد می‌کند.
زئوس به همراه برادرانش، هادس و پوزئیدون، و پسرش آرس، به تارتاروس می‌روند. او از هادس می‌خواهد در بازسازی دیوارهای تارتاروس کمک کند، اما هادس این درخواست را رد کرده و به زئوس حمله می‌کند. آرس نیز که تصمیم به خیانت گرفته، به پدرش حمله می‌کند. پوزئیدون در این درگیری به‌شدت زخمی می‌شود. هادس و آرس، زئوس را به بند کشیده و صاعقه‌اش را می‌دزدند. آن‌ها تصمیم دارند با کرونوس معامله کنند: در ازای حفظ جاودانگی، قدرت الهی زئوس را برای بیدار کردن کرونوس تخلیه خواهند کرد. با شکستن دیوارهای تارتاروس، هیولاها به جهان سرازیر می‌شوند.
پرسئوس پس از کشتن کایمرای دو سر که به روستایش حمله کرده بود، به‌سوی پدرش حرکت می‌کند، اما به‌جای او پوزئیدونِ در حال مرگ را می‌یابد که ماجرا را برایش توضیح داده و از او می‌خواهد پسر نیمه‌خدای خود، آگنور، را پیدا کند تا او را نزد هفائیستوس ببرد؛ کسی که راه ورود به تارتاروس را می‌داند. پوزئیدون نیز نیزه‌اش را به پرسئوس می‌دهد و در پی زخم‌هایش جان می‌دهد. پرسئوس، آندرومدا و آگنور به‌دنبال یافتن هفائیستوس به جزیره‌ای پنهان می‌روند.
آگنور توضیح می‌دهد که هفائیستوس سه سلاح ساخته است که زئوس، هادس و پوزئیدون از آن استفاده می‌کردند: صاعقه زئوس، دوشاخهٔ هادس، و نیزهٔ پوزئیدون. این سه سلاح با هم ترکیب شده و «نیزهٔ تریوم» را می‌سازند؛ تنها سلاحی که می‌تواند کرونوس را نابود کند. پس از برخورد با سه سیکلوپ غول‌پیکر به ارتفاع حدود ۹ متر، گروه بالاخره با هفائیستوس که حالا فانی شده دیدار کرده و به ورودی هزارتویی می‌رسند که به تارتاروس راه دارد. هفائیستوس در حملهٔ آرس جان خود را فدا می‌کند تا پرسئوس، آندرومدا و آگنور بتوانند وارد هزارتو شوند. آن‌ها درون هزارتو با مینوتائور درگیر می‌شوند، اما پرسئوس موفق می‌شود او را بکشد.
گروه سرانجام وارد تارتاروس می‌شود. در این میان، زئوس که تقریباً تمام قدرتش را از دست داده، شاهد بیدار شدن کرونوس است. او از هادس برای تبعیدش به جهان زیرین عذرخواهی کرده و از او می‌خواهد او را ببخشد، همان‌گونه که خودش هم هادس را بخشیده است. هادس تصمیم می‌گیرد به زئوس کمک کند و جلوی کرونوس را بگیرد؛ برخلاف آرس که همچنان قصد ادامهٔ نقشهٔ احیای کرونوس را دارد. پرسئوس می‌رسد و زئوس را آزاد می‌کند. آرس با نیزهٔ هادس زئوس را زخمی می‌کند، اما این به پرسئوس اجازه می‌دهد تا نیزه را به دست آورد و همراه دیگران از تارتاروس بگریزد.
برای بازپس‌گیری صاعقهٔ زئوس از آرس و شکست دادن کرونوس، پرسئوس او را به نبرد تن‌به‌تن دعوت می‌کند. در همین زمان، ارتش آندرومدا از سوی ماخایها تحت فشار قرار گرفته‌است. هادس، زئوس را دوباره زنده می‌کند و آن دو با کمک هم هیولاها را شکست می‌دهند. کرونوس ظاهر می‌شود و به ارتش آندرومدا حمله می‌کند. زئوس و هادس او را مهار می‌کنند، درحالی‌که پرسئوس با آرس می‌جنگد و سرانجام با صاعقهٔ زئوس او را می‌کشد. سپس با ترکیب سه سلاح الهی، «نیزهٔ تریوم» را ساخته و آن را به سوی قلب کرونوس پرتاب می‌کند و او را نابود می‌سازد.
زئوس با پرسئوس آشتی می‌کند و سپس بر اثر زخم‌هایش جان می‌سپارد. هادس از آن‌جا می‌رود و به پرسئوس می‌گوید که دیگر هیچ قدرتی ندارد. پرسئوس، آندرومدا را می‌بوسد و هلیوس به پدرش می‌گوید که می‌خواهد به زندگی به‌عنوان ماهیگیر بازگردد، اما پرسئوس به او می‌گوید که دیگر نمی‌توانند چنین کنند. او به هلیوس می‌گوید که باید به خود افتخار کند، چرا که پسر پرسئوس و نوهٔ زئوس است. فیلم با صحنه‌ای پایان می‌یابد که در آن پرسئوس شمشیرش را به هلیوس می‌سپارد.

## بازیگران
- سم ورتینگتون در نقش پرسئوس
- رزمند پایک در نقش آندرومدا
- بیل نای در نقش هفائستوس
- ادگار رامیرز در نقش آرس
- رالف فاینز در نقش هادس
- توبی کبل در نقش آگنور
- دنی هوستون در نقش پوزئیدون
- جان بل در نقش هلئوس
- لیام نیسون در نقش زئوس
- شینید کیوسک
- اسپنسر وایلدینگ